# Пам'ятник Тарасові Шевченку (Оттава)

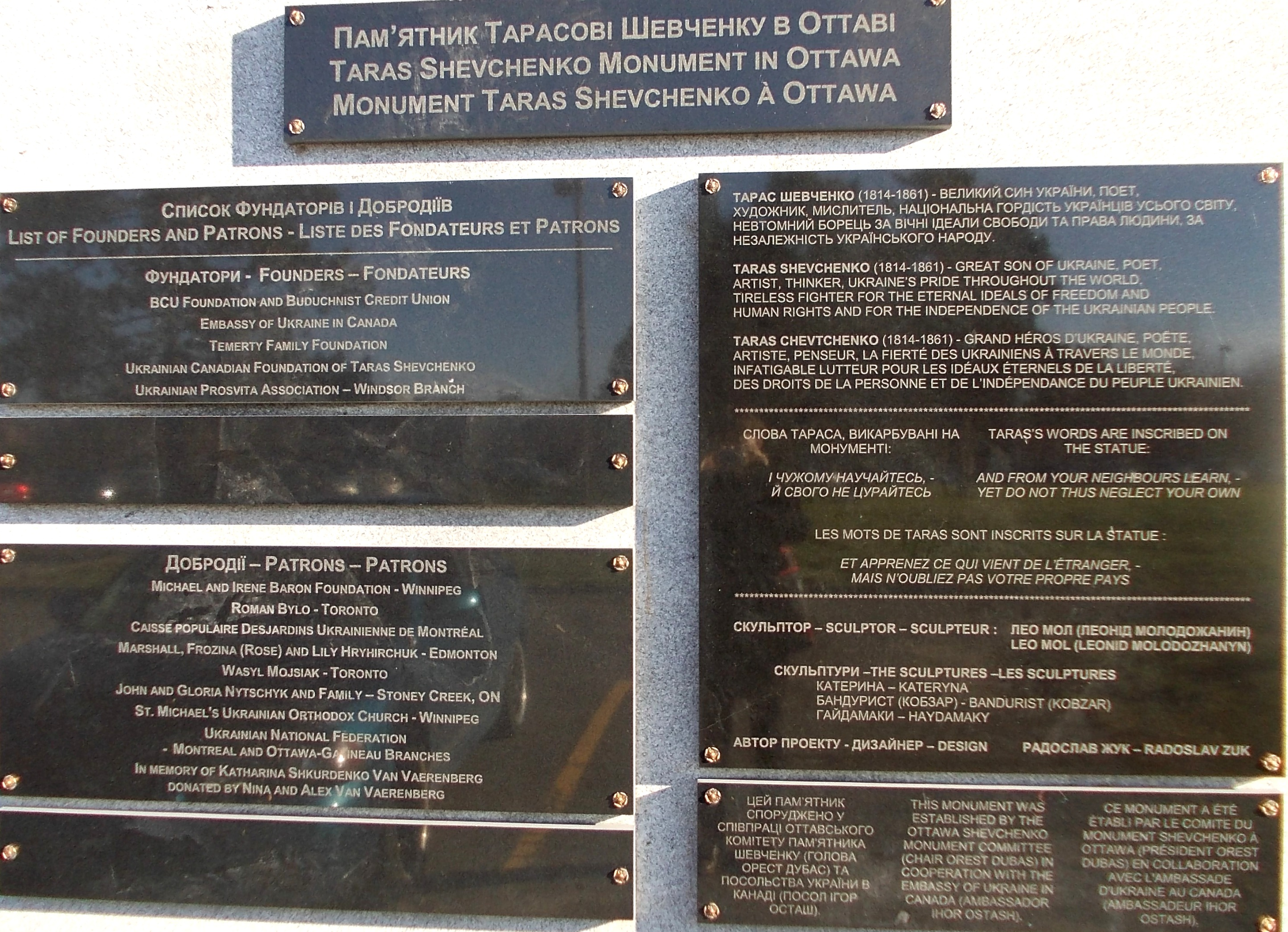
Таблички на монументі

Пам'ятник Тарасові Шевченку в Оттаві відкритий 26 червня 2011р.
Пам'ятник у бронзі зображує Кобзаря у повний зріст в оточенні персонажів його творів. Постать Тараса Шевченка у повний ріст одягнута у довгий плащ із накидкою, які були характерні для епохи Шевченка. У лівій руці Шевченко тримає палітру та три пензлі.
Постать дивиться у далечінь. Висота скульптури 3 метри, маса — 630 кг.
Три барельєфи, що доповнюють композицію зображують гайдамаків (1.2 м, 163 кг), Катерину з немовлям (1.2 м, 163 кг), та бандуриста (1.2 м, 1256 кг).

## Автор
Пам'ятник виконав скульптор Лео Мол (Леонід Григорович Молодожанин). Це була його остання
робота такого великого плану.

## Місце
Вибране місце чудово проглядається з Baseline Road, однієї з найрухливіших вулиць в Оттаві, поблизу каналу Рідо, який символічно нагадує Дніпро. Площина біля пам'ятнику є просторою на випадок зібрання більшої кількості людей, вільною від забудови у майбутньому, оскільки збоку межує з міським парком, і находиться неподалік Собору св. Івана Хрестителя УГКЦ. Поруч передбачено паркування для автомашин.